# 吴氏节烈坊
吴氏节烈坊位于安徽省黄山市歙县东北部杞梓里镇竹溪村（水竹坑），是村口的三座石牌坊之一，2006年已列为歙县文物保护单位。
吴氏节烈坊是一座节孝坊，双柱单间一楼冲天式，旌表柯华国之妻吴氏二十八岁丧夫，矢志守节，抚养侄子柯佳才为嗣子，刻有“旌表诰封孺人诰授文林郎嘉庆丙子科举人候选知县柯华国之妻吴氏节孝”字样，立于同治年间，宽3米，高6米。。安徽巡抚上奏朝廷，旌表建坊予以纪念。